# KV46
KV 46 (англ. King's Valley № 46) — гробница № 46 в Долине царей, принадлежащая семейной паре Йуйе и Туйе, родителям царицы Тии и фараона Эйе. Они приходились бабушкой и дедушкой фараона Эхнатона, прадедушкой и прабабушкой Тутанхамона.

## Обнаружение
Гробницу Йуйи и Туйи в Долине Царей обнаружил 5 февраля 1905 года английский египтолог Джеймс Квибелл, работавший от имени Теодора М. Дэвиса. Их гробница считалась наилучшим образом сохранившейся до открытия гробницы Тутанхамона. Место упокоения царских родственников подчёркивает их высокий социальный статус, поскольку их усыпальница располагается в месте погребения исключительно фараонов.

## Описание
Уходящий вглубь коридор и лестницы приводят к погребальной камере размером 3,19/3,53 на 9 м. Стены не оштукатурены и не раскрашены, что для эпохи Нового царства не является чем-то особенным. Скорее всего, для этой супружеской четы был выстроен специальный украшенный и декорированный заупокойный храм, который сегодня ещё не обнаружен. Возможно, небольшая часовня в честь царских тестей была организована в поминальном храме Аменхотепа III.
Техника бальзамирования усопших указывает, что они умерли и были похоронены в разное время. Считается, гробница была ограблена трижды: первый раз сразу после закрытия (забрали продукты — масло, окорока, пиво), затем во время строительства соседних усыпальниц KV3 и KV4 ещё в древности (украдены некоторые ювелирные украшения), но мумии остались не тронутыми.
Деревянные саркофаги Йуйи (3 шт.) и Туйи (2 шт.) выполнены антропоморфно, сверху покрыты золотом, а внутри серебром. Сохранились прекрасные позолоченные погребальные маски c ювелирно вырезанными глазами: (белки — из алебастра, зрачки — из лазурита). Среди найденных предметов значатся два ящика с канопами — золочёный и алебастровый, фигурки ушебти, 52 кувшина, предметы мебели (кровать, пара стульев), два экземпляра Книги мёртвых. На одном из кресел вырезано имя внучки Ситамон, дочери фараона Аменхотепа III.
Также в гробнице нашли скарабеев, амулеты, зеркало, печать, сандалии, посохи и колесницу. Последний предмет напоминает о высокой и важной должности Йуйи при дворе фараона — главный колесничий.

Найденные артефакты сегодня представлены в экспозиции египетского музея в Каире, за исключением четырёх кувшинов, переданных Дэвису, которые с 1911 года выставлены в Метрополитен-музее.

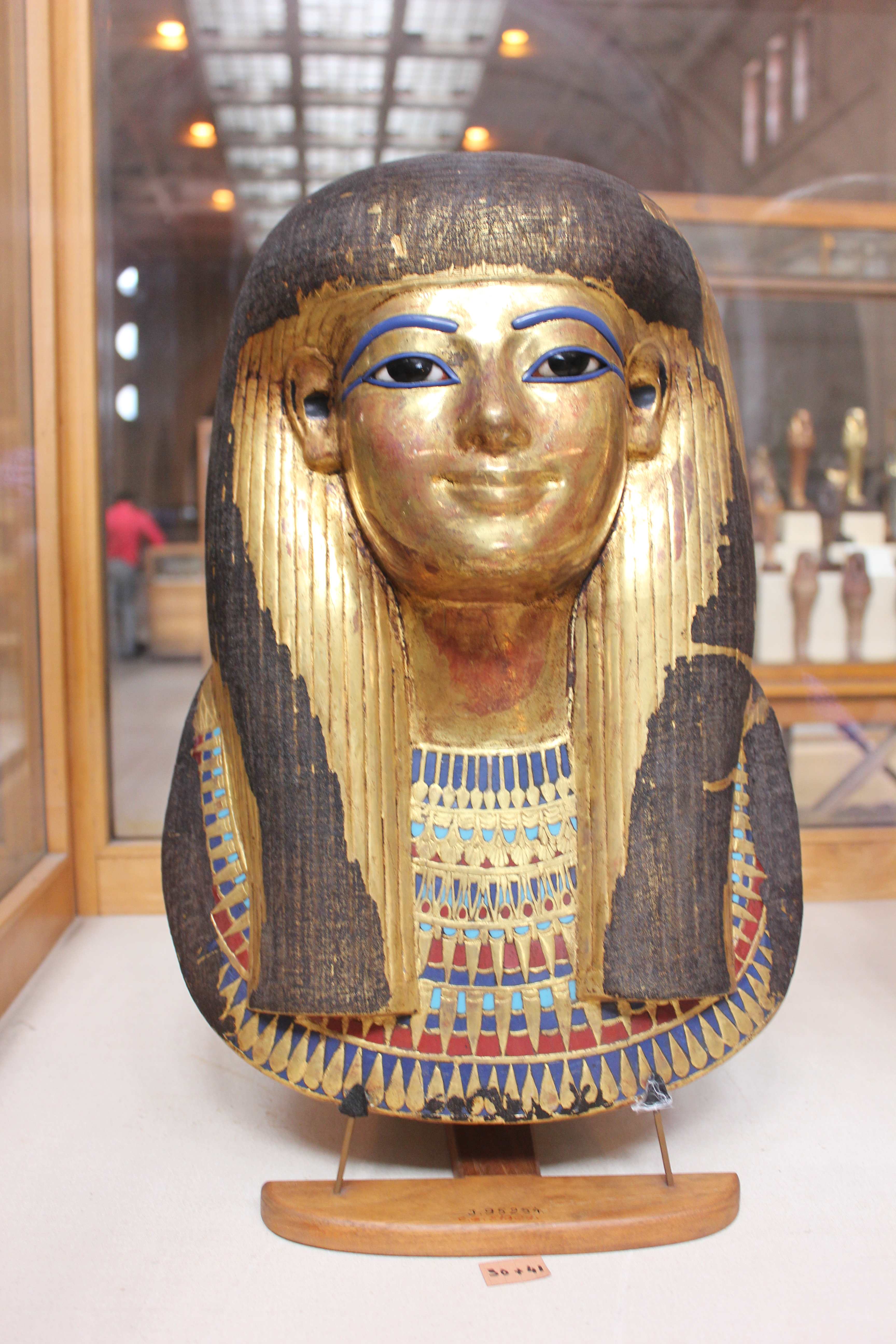
Погребальная маска Туйи
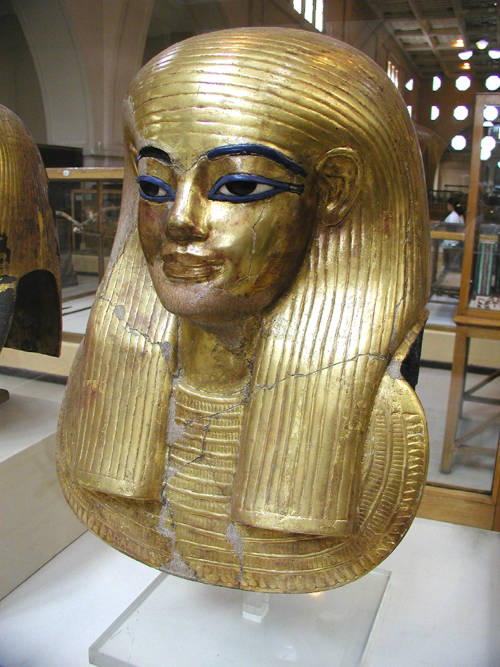
Погребальная маска Йуйи
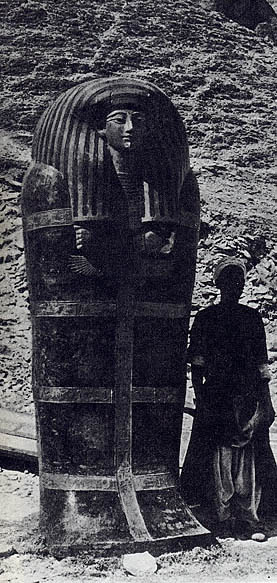
Внешний саркофаг Йуйи. Долина Царей, ок.1905 год
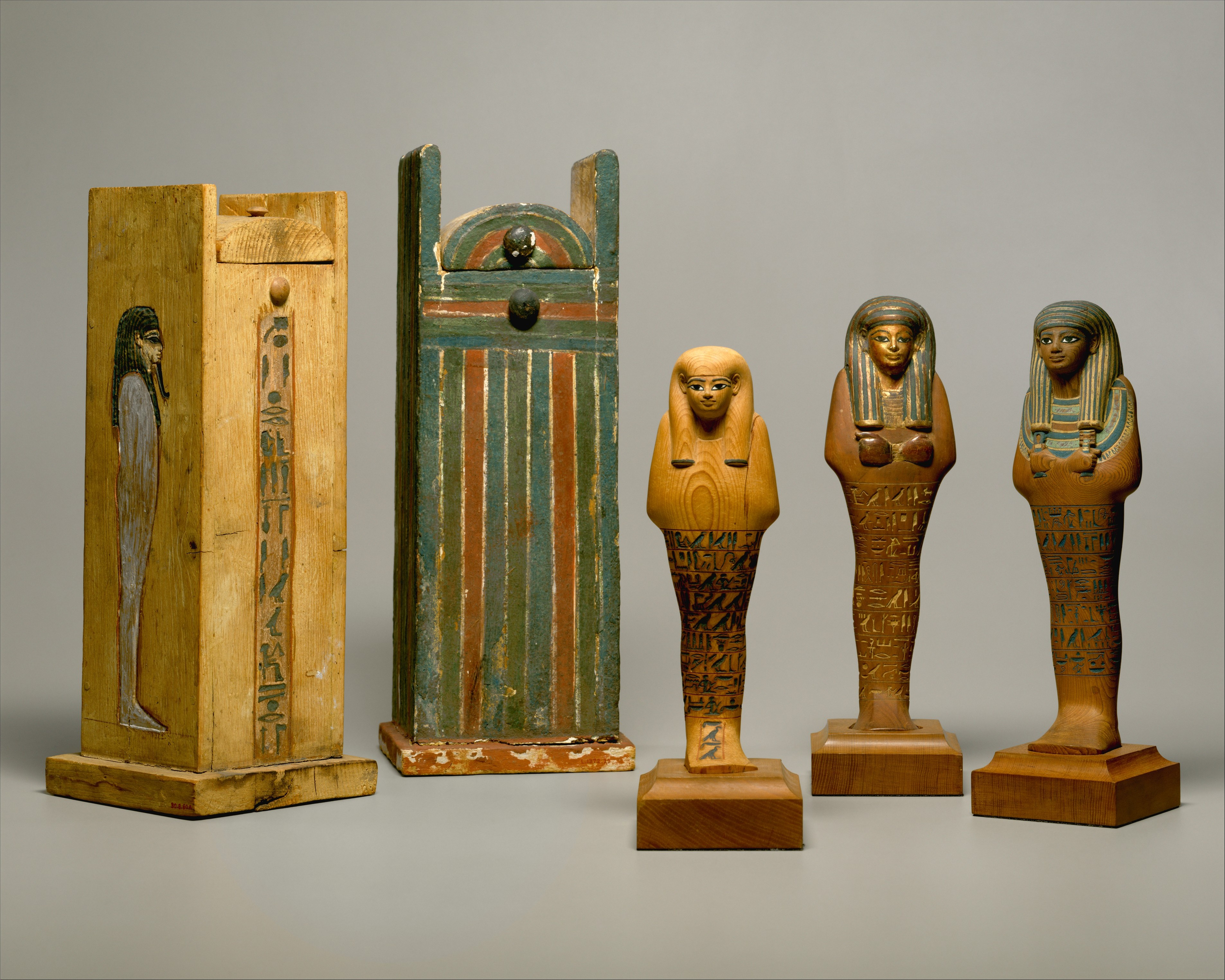
ушебти. Метрополитен-музей
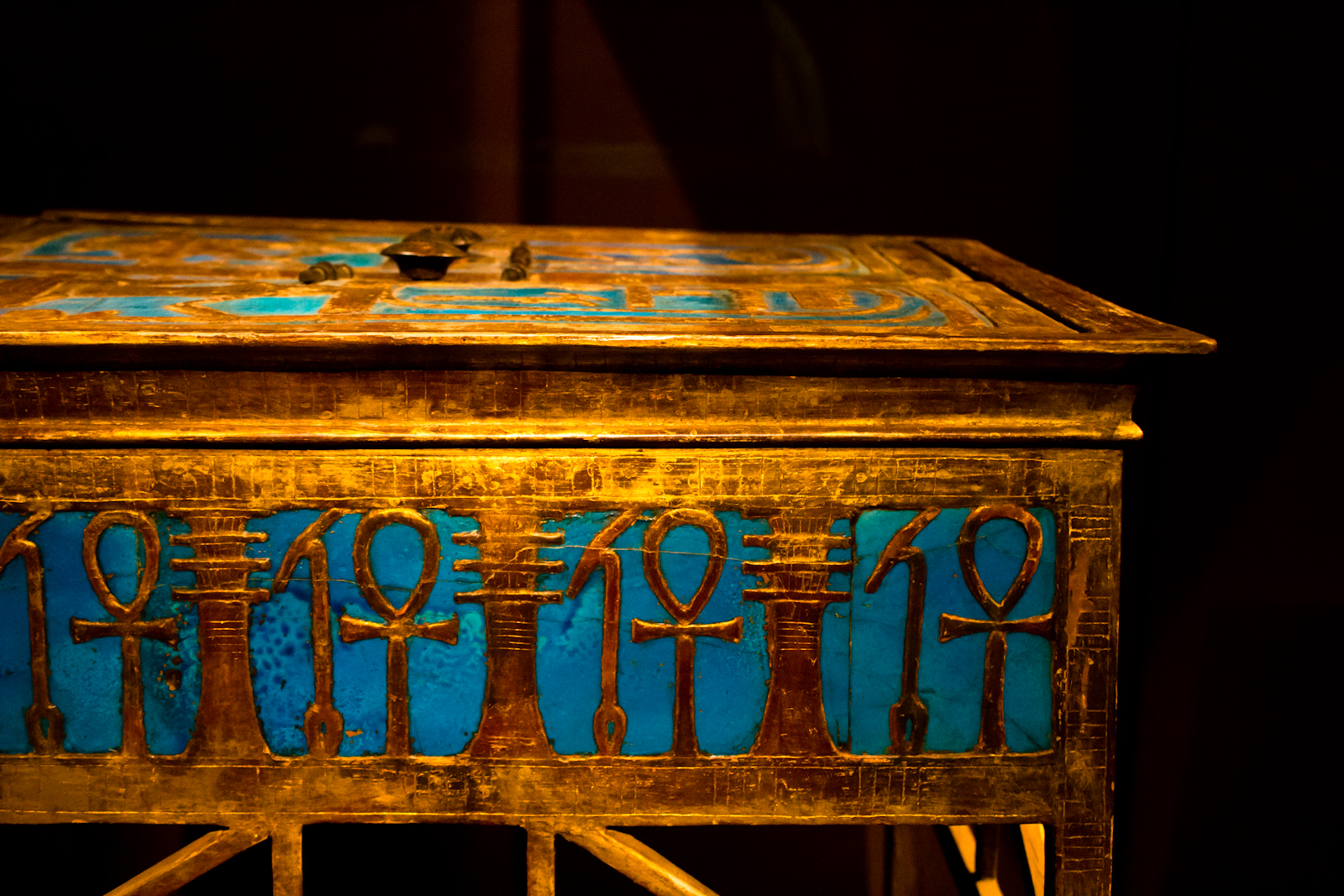
Золочёный сундук с инициалами фараона Аменхотепа III
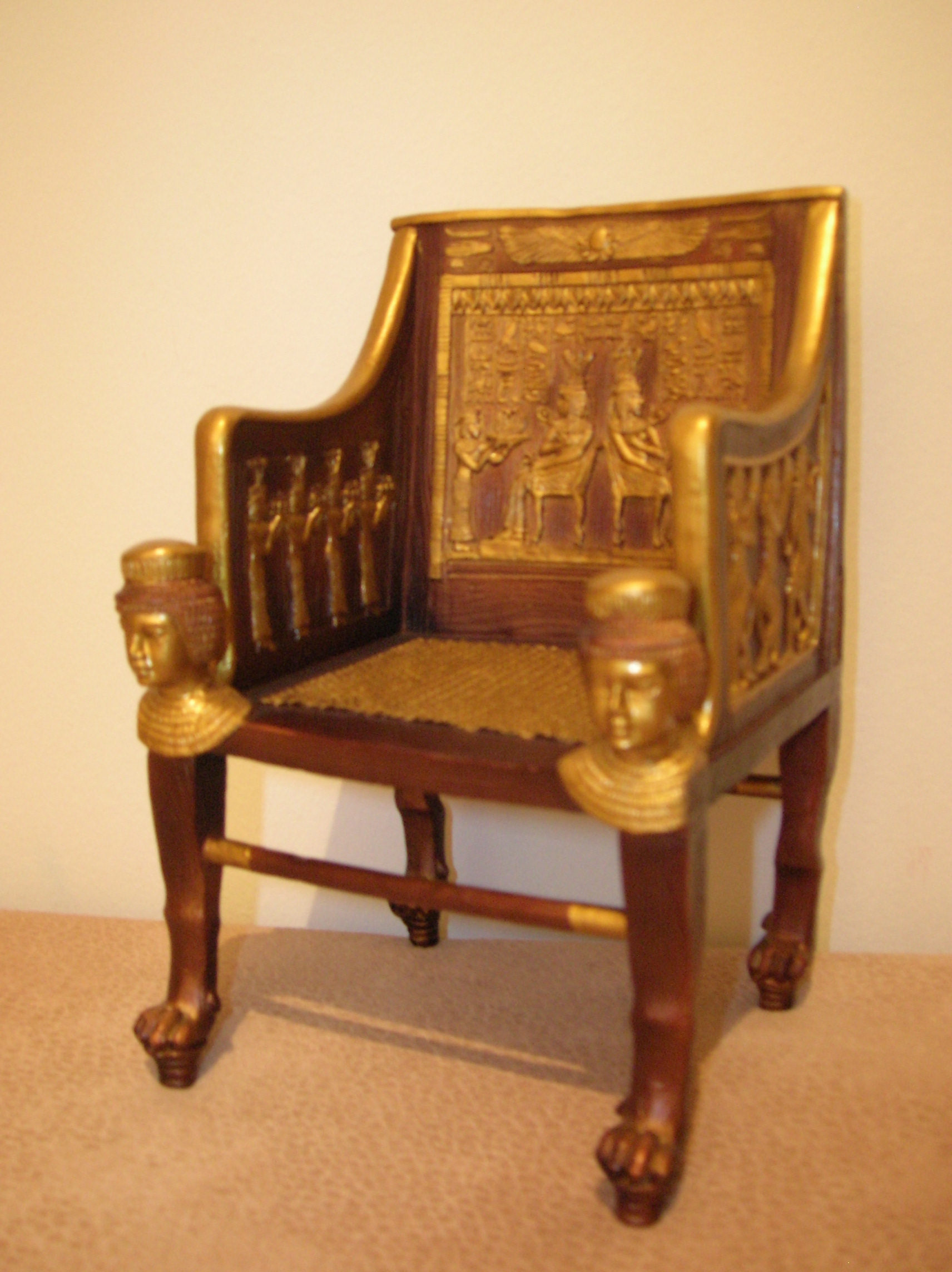
Стул Ситамон (копия)
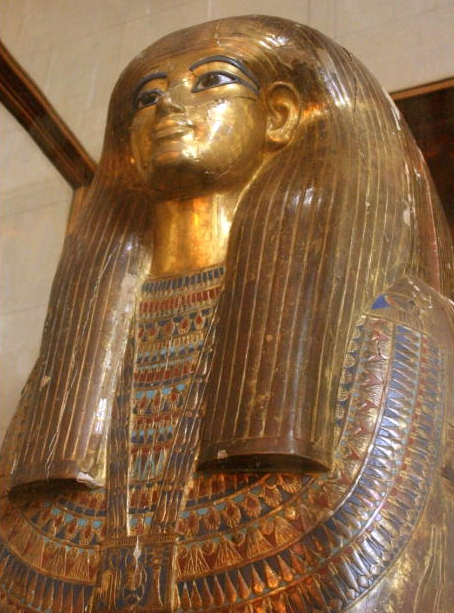
Третий саркофаг Туйи